# Campo Mourao (flygplats i Brasilien)
Campo Mourao är en flygplats i Brasilien.   Den ligger i kommunen Campo Mourão och delstaten Paraná, i den södra delen av landet, 1 000 km sydväst om huvudstaden Brasília. Campo Mourao ligger 567 meter över havet.
Terrängen runt Campo Mourao är platt västerut, men österut är den kuperad. Närmaste större samhälle är Campo Mourão, 5,1 km sydväst om Campo Mourao.
Runt Campo Mourao är det i huvudsak tätbebyggt. Runt Campo Mourao är det ganska tätbefolkat, med 144 invånare per kvadratkilometer.